# Zwartborstgaai
De zwartborstgaai (Cyanocorax affinis) is een zangvogel uit de familie kraaien (Corvidae).

## Verspreiding en leefgebied
Deze soort komt voor van Costa Rica tot noordwestelijk Venezuela en telt twee ondersoorten:
- C. a. zeledoni: zuidoostelijk Costa Rica en Panama.
- C. a. affinis: noordelijk Colombia en noordwestelijk Venezuela.

## Status
De grootte van de populatie is in 2019 geschat op 5-50 miljoen volwassen vogels. Op de Rode lijst van de IUCN heeft deze soort de status niet bedreigd.